# En ateljé i Batignolles
En ateljé i Batignolles (franska: Un atelier aux Batignolles) är en oljemålning av den franske konstnären Henri Fantin-Latour från 1870. Den ingår i Musée d'Orsays samlingar i Paris.
Målningen visar Édouard Manets ateljé på rue Guyot, idag omdöpt till rue Médérici, i Batignolles i Paris 17:e arrondissement. Manet var den ledande konstnären i Groupe des Batignolles som bestod av det unga impressionistiska avantgardet. I målningen avbildas en scen där Manet, sittande till vänster, porträtterar konstnären Zacharie Astruc, sittande till höger. Stående i bakgrunden avbildas Otto Scholderer, Auguste Renoir iklädd hatt, Émile Zola med ett glas i handen, Edmond Maître, Frédéric Bazille i skotsktrutiga byxor och Claude Monet.      